# 雙向器
雙向器是一種通訊系統元件，用來區隔在同一傳輸路徑上的發射和接放訊號,一般具有三個埠，在不同的應用可以由不同的元件所構成。在收發同頻的系統上，像是雷達系統，通常會使用環行器(Circulator)作為其雙向器，
而在時間分隔的系統中，如GSM，則會使用一個高速的電子開關（Switch）來進行收發路徑的切換。雙向器品質決定於插入損耗及收發端隔離度，高損耗會降低系統性能，而低隔離度則可能造成接收機承受過大的發射訊號，造成元件損壞。
另外要特別注意的是，雙向器(Duplexer)基本上是雙工器(Diplexer)的一種，而兩者的區別在於雙工器的三個埠不一定是通道、上行、下行的組合，有可能是用來讓兩個上行或兩個下行共享傳輸路徑。

## 外部連結
- Duplexer theory